# 恩地孝四郎
恩地孝四郎（1891年7月2日—1955年6月3日）是日本版畫家。出生於東京。主要作品『静物』『春の譜 (ポエム No.3) 』等。

## 外部連結
- 维基共享资源上的相關多媒體資源：恩地孝四郎